# کاروین
کاروین (به فرانسوی: Carvin) یک کمون در فرانسه است که در پا-دو-کاله واقع شده‌است.

## خصوصیات
کاروین ۲۱٫۰۳ کیلومترمربع مساحت و ۱۷٬۸۹۱ نفر جمعیت دارد و ۲۸ متر بالاتر از سطح دریا واقع شده‌است.